# قائمة حلقات الدببة الثلاثة
هذه هي قائمة حلقات مسلسل الرسوم المتحركة الأمريكي الدببة الثلاثة من إنتاج كرتون نتورك ستوديوز بدأ عرضه على كرتون نتورك ثم على بقية قنوات كرتون نتورك العالمية.

## نظرة عامة
| رقم الموسم    | عدد الحلقات | تاريخ البث الأصلي | نهاية البث الأصلي | تاريخ البث العربي | نهاية البث العربي |
| ------------- | ----------- | ----------------- | ----------------- | ----------------- | ----------------- |
| 1             | 25          | 27 يوليو 2015     | 11 فبراير 2016    | 06 نوفمبر 2015    | حتى الآن          |
| 2             | 23          | 25 فبراير 2016    | أبريل 11 2017     | قريبا             | قريبا             |
| 3             | 47          | أبريل 3, 2017     | حتى الآن          | غير موجود         | غير موجود         |
| 4             | 43          | 30 تموز 2018      | 27 ايار 2019      | غير موجود         | غير موجود         |
| العروض الخاصة | 16          |                   |                   |                   |                   |

## الحلقات

### الموسم 1 (2015-2016)
| رقم | اسم الحلقة      | تاريخ البث (الولايات المتحدة) | تاريخ البث (العالم العربي) |
| --- | --------------- | ----------------------------- | -------------------------- |
| 0   | الدببة الثلاثة  | 06 نوفمبر 2014                | 06 نوفمبر 2015             |
| 1   | مشاهير الإنترنت | 27 يوليو 2015                 | 6 نوفمبر 2015              |
| 2   | أشيائنا         | 27 يوليو 2015                 | 7 نوفمبر 2015              |
| 3   | شاحنة الطعام    | 28 يوليو 2015                 | 13 نوفمبر 2015             |
| 4   | كلوي            | 29 يوليو 2015                 | 14 نوفمبر 2015             |
| 5   | أصدقائي         | 10 سبتمبر 2015                | 20 نوفمبر 2015             |
| 6   | دببة كل يوم     | 31 يوليو 2015                 | 21 نوفمبر 2015             |
| 7   | بوريتو          | 6 اغسطس 2015                  | 27 نوفمبر 2015             |
| 8   | الحياة البدائية | 13 اغسطس 2015                 | 28 نوفمبر 2015             |
| 9   | سترة الحظ       | 20 اغسطس 2015                 | 4 ديسمبر 2015              |
| 10  | نام نام         | 27 اغسطس 2015                 | 5 ديسمبر 2015              |
| 11  | نينجا الصمت     | 3 سبتمبر 2015                 | 11 ديسمبر 2015             |
| 12  | تشارلي          | 17 سبتمبر 2015                | 12 ديسمبر 2015             |
| 13  | تشارلي والأفعى  | 03 نوفمبر 2015                | 08 مايو 2016               |
| 14  | الطريق          | 15 أكتوبر 2015                | 09 مايو 2016               |
| 15  | الأخ الأعلى     | 12 أكتوبر 2015                | 15 مايو 2016               |
| 16  | وظيفة الكاب كيك | 12 نوفمبر 2015                | 16 مايو 2016               |
| 17  | البيات الشتوي   | 19 نوفمبر 2015                | 27 مايو 2016               |
| 18  | كرة تشارلي      | 11 فبراير 2016                | 28 مايو 2016               |